# Radio-mysteriet
Radio-mysteriet (originaltitel Rivals) er en stumfilm fra 1923 af Harry Piel.

## Medvirkende
- Harry Piel
- Inge Helgard
- Adolf Klein
- Karl Platen
- Charly Berger